# Ceionia Fabia
Ceionia Fabia (ca. 125 d.C. – seconda metà del II secolo d.C.) è stata una nobildonna romana appartenente alla dinastia degli Antonini.

## Biografia
Ceionia Fabia fu la prima figlia nata dal matrimonio tra Lucio Elio Cesare e Avidia; ebbe tre fratelli: Ceionia Plauzia, Lucio Vero - che in seguito diverrà co-imperatore, governando insieme a Marco Aurelio - e Gaio Avidio Ceione Commodo. I suoi nonni materni erano il senatore Gaio Avidio Nigrino e una donna di nome Plauzia, mentre da parte del padre erano Lucio Ceionio Commodo e una tale Elia, o Fundania, Plauzia. 
Nel 136 Adriano, dopo aver annunciato che Elio Cesare sarebbe stato il suo successore, promise Fabia in sposa al giovane Marco Aurelio. Nonostante ciò, dopo la morte di Elio Cesare e quella di Adriano, Antonino Pio, nuovo principe, propose a Marco di annullare il fidanzamento con Ceionia Fabia e di sposare al suo posto la propria figlia, Faustina minore: Marco, erede designato, accettò la proposta.
In seguito, Fabia sposò il nobile Plauzio Quintillo, appartenente ad una famiglia di rango consolare. Durante il regno di Antonino Pio (138-161), Quintillo ottenne la nomina a console ordinario per l'anno 159.
I due ebbero un figlio di nome Marco Peduceo Plauzio Quintillo, che in seguito sposò Annia Aurelia Fadilla, una delle figlie di Marco Aurelio e Faustina minore. 
In tutto l'impero sono sopravvissute alcune iscrizioni recanti dediche a Fabia e alla sua famiglia, in cui viene onorata come madre di Marco Peduceo, sorella di Lucio Vero e cognata dell'augusta Lucilla - seconda figlia di Marco Aurelio e Faustina. Un'iscrizione rinvenuta ad Efeso ricorda che Fabia presenziò alle nozze tra Lucio Vero e Lucilla. 
Sembra che suo marito fosse deceduto entro il 175: infatti, alla morte di Faustina minore, pare che avesse cercato di convincere Marco Aurelio della necessità di un secondo matrimonio. Tuttavia, egli preferì prendere una concubina, figlia di uno dei procuratori di Faustina.